# Лидский летописец
«Лидский летописец»  — краеведческий, историко-литературный журнал.
Издается с 1997 года в Лиде на белорусском языке. Содержит материалы по истории Лиды и региона. Основатель — Сливкин Валерий Васильевич, редактор — Судник Станислав Вацлавович .
В 2006 году Министерство информации Республики Беларусь вынесло предупреждения редакции и учредителю журнала.
К 2020 году было выпущено 90 номеров. В октябре 2021 года, согласно письму Валерия Сливкина, Министерство информации аннулировало Свидетельство о государственной регистрации издания, и журнал продолжает издаваться.

## Список выпущенных тиражей
- Лидский летописец. 2003. № 1(21).
- Лидский летописец. 2003. № 2(22).
- Лидский летописец. 2003. №3-4(23-24).
- Лидский летописец. 2004. № 1-2(25-26).
- Лидский летописец. 2004. №3-4(27-28).
- Лидский летописец. 2005. №1-2(29-30).
- Лидский летописец. 2005. № 3(31).
- Лидский летописец. 2005. № 4(32).
- Лидский летописец. 2006. № 1(33).
- Лидский летописец. 2006. № 2(34).
- Лидский летописец. 2006. № 3(35).
- Лидский летописец. 2006. № 4(36).
- Лидский летописец. 2007. № 1(37).
- Лидский летописец. 2007. № 2(38).
- Лидский летописец. 2007. №3-4(39-40).
- Лидский летописец. 2008. № 1(41).
- Лидский летописец. 2008 №2(42).
- Лидский летописец. 2008. №3-4(43-44).
- Лидский летописец. 2009. №1-2(45-46).
- Лидский летописец. 2009. №3-4(47-48).
- Лидский летописец. 2010. № 1(49).
- Лидский летописец. 2010. № 2(50).
- Лидский летописец. 2010. № 3(51).
- Лидский летописец. 2010. № 4(52).
- Лидский летописец. 2011. № 1(53).
- Лидский летописец. 2011. № 2(54).
- Лидский летописец. 2011. № 3(55).
- Лидский летописец. 2011. № 4(56).
- Лидский летописец. 2012. № 1(57).
- Лидский летописец. 2012. № 2(58).
- Лидский летописец. 2012. № 3(59).
- Лидский летописец. 2012. № 4(60).
- Лидский летописец. 2013. № 1(61).
- Лидский летописец. 2013. № 2(62).
- Лидский летописец. 2013. № 3(63).
- Лидский летописец. 2013. № 4(64).
- Лидский летописец. 2014. № 1(65).
- Лидский летописец. 2014. № 2(66).
- Лидский летописец. 2014. № 3(67).
- Лидский летописец. 2014. № 4(68).
- Лидский летописец. 2015. № 1(69).
- Лидский летописец. 2015. № 2(70).
- Лидский летописец. 2015. № 3(71).
- Лидский летописец. 2015. № 4(72).
- Лидский летописец. 2016. № 1(73).
- Лидский летописец. 2016. № 2(74).
- Лидский летописец. 2016. № 3(75).
- Лидский летописец. 2016. № 4(76).
- Лидский летописец. 2017. № 1(77).
- Лидский летописец. 2017. № 2(78).
- Лидский летописец. 2017. № 3(79).
- Лидский летописец. 2017. № 4(80).
- Лидский летописец. 2018. № 1(81).
- Лидский летописец. 2018. № 2(82).
- Лидский летописец. 2018. № 3(83).
- Лидский летописец. 2018. № 4(84).
- Лидский летописец. 2019. № 1(85).
- Лидский летописец. 2019. № 2(86).
- Лидский летописец. 2019. № 3(87).
- Лидский летописец. 2019. № 4(88).
- Лидский летописец. 2020. № 1(89).
- Лидский летописец. 2020. № 2(90).
- Лидский летописец. 2020. № 3(91).
- Лидский летописец. 2020. № 4(92).
- Лидский летописец. 2021. № 1(93).
- Лидский летописец. 2021. № 2(94).
- Лидский летописец. 2021. №3-4(95-96).
- Лидский летописец. 2022. №1-2(97-98).
- Лидский летописец. 2022. №3-4(99-100).
- Лидский летописец. 2023. №1(101).
- Лидский летописец. 2023. № 2(102).
- Лидский летописец. 2023. № 3(103).
- Лидский летописец. 2023. № 4(104).
- Лидский летописец. 2023. №1-2(105-106).[1][2]